# Gissa, den som kan?
Gissa, den som kan? Ett Hundrade nya Gåtor på vers är en diktsamling av skriven av Wilhelmina Stålberg utgiven 1863 av Albert Bonniers Förlag, Stockholm.